# Janez Mlinar (zgodovinar)
Janez Mlinar, slovenski zgodovinar, * 24. julij 1971, Ljubljana.

## Življenje in delo
Janez Mlinar je leta 1996 diplomiral na Oddelku za zgodovino Filozofske fakultete Univerze v Ljubljani in bil za diplomsko nalogo "Kranjska v knjigi resničnih zgodb Janeza Vetrinjskega" nagrajen s Prešernovo nagrado za študente Filozofske fakultete. Po diplomi je delal v Arhivu Republike Slovenije do leta 1997, kot arhivist oziroma pripravnik. Istega leta jeseni  se je zaposlil na oddelku za zgodovino kot asistent stažist do leta 2001, ko je doktoriral z disertacijo Podoba Celjskih grofov v narativnih virih. Od leta 2001 do 2003 je deloval kot kustos za zbirko planinskega muzeja v Gornjesavskem muzeju Jesenice, nato se je zopet vrnil na Filozofsko fakulteto v Ljubljani, na kateri je od leta 2004 pa do 2011 deloval kot asistent, od 2011 do 2016 pa kot docent. Leta 2016 se je zaposlil kot izredni profesor za slovensko in občo zgodovino srednjega veka.   
Ukvarja se zlasti s srednjeveško zgodovino predvsem s srednjeveškim in novoveškim zgodovinopisjem, cerkveno zgodovino, plemstvom na Slovenskem ter zgodovino Zgornjesavske doline.  
Je med avtorji monografije Križanke, ki je leta 2019 prejela priznanje Izidorja Cankarja.  

### Politika
V letih 2002-2003 je bil glavni tajnik NSi, v stranki pa je opravljal še več drugih nalog ter večkrat kandidiral in bil izvoljen na lokalnih volitvah v Kranjski Gori. Bil je tudi strankin kandidat na državnozborskih volitvah leta 2004. Leta 2006 je na lokalnih volitvah kandidiral za župana Občine Kranjska Gora na listi NSi.

## Dela
- Janez Mlinar, "Janez Vetrinjski in njegovo poznavanje Kranjske v Knjigi resničnih zgodb (Liber certarum historiarum)", Zgodovinski časopis 58 (2004), s. 273-300.
- Janez Mlinar, Podoba Celjskih grofov v narativnih virih. Ljubljana, 2005. ISBN 961-237-135-0
- Janez Mlinar, Od romarja do sodobnega turista: kratka zgodovina turizma v Kranjski Gori. Jesenice, 2014. ISBN 978-961-6467-34-6.
- Janez Mlinar, Urbarji belopeškega gospostva. Ljubljana, 2018 ISBN 978-961-05-0107-7
- Janez Mlinar, "In domo fratrum theotonicorum in Laybaco …" Začetki in prva stoletja komende Nemškega viteškega reda v Ljubljani, Križanke. Ljubljana, 2018, s.32-51.